# Thomas Room
Thomas Room   (Londres, 10 de novembre de 1902 - St. Ives, 2 d'abril de 1986) va ser un matemàtic anglès que va treballar a Austràlia.

## Vida i Obra
Room va néixer en un barri del sud de Londres, Camberwell i la família va viure en aquest barri i en el de Dulwich, on el pare va tenir algun càrrec polític. Va fer els estudis secundaris a la Alleyn's School que es troba al barri de Dulwich. Va fer els estudis universitaris al St. John's Collge de la universitat de Cambridge des del 1920 al 1925, data en què va ser escollit fellow del St. John's, però va preferir ser professor a la universitat de Liverpool. El 1927, després de dos cursos a Liverpool, va tornar a Cambridge, on va ser fortament influenciat per Henry Frederick Baker.
El 1935, en jubilar-se el professor Horatio Carslaw, va ser proposat per substituir-lo a la universitat de Sydney, càrrec que va acceptar i en el qual va romandre fins a la seva jubilació el 1968. El 1940, durant la Segona Guerra Mundial, va establir el nucli d'una organització analítica per a desencriptar els missatges japonesos, treballant per a la intel·ligència militar australiana. El grup incloïa tan matemàtics com professors d'idiomes i va col·laborar activament i amb força èxit amb els serveis homòlegs britànics i americans. Després de la guerra, retornat a l'activitat docent, va ser degà de la Facultat de Ciències en dues ocasions i va ser professor visitant a l'Institut d'Estudis Avançats de Princeton (1957) i a la universitat de Washington (1948). També va ser president de la Societat Matemàtica Australiana (1960-1962) i editor de la seva revista (1959-1964).
El 1969, un cop jubilat, va retornar a Anglaterra on va col·laborar amb el Westfield College de Londres i amb la recent constituida Open University. El 1974 va retornar a Austràlia, on va viure tranquil·lament a St. Ives (Nova Gal·les del Sud), fins a la seva mort el 1986.
El seu camp de treball va ser la geometria, però tenia unes facultats poc usuals d'intuïció i habilitat combinatòria que li permetien una visió profunda de les configuracions en l'espai projectiu multidimensional. El seu llibre de 1938 The Geometry of Determinantal Loci és un clar exemple d'aquestes habilitats, combinant mètodes de geometria sintètica i geometria algebraica per estudiar generalitzacions de dimensions superiors de superfícies quàrtiques i cúbiques. Després de la guerra, va canviar una mica l'orientació de les seves recerques, interessant-se per les àlgebres de Clifford i els grups d'espinors.
Un dels seus descobriments més originals (1955) són els quadrats que porten el seu nom, que són unes matrius quadrades que compleixen determinades condicions.